# Convento de San José (Ávila)
El convento de San José es un convento de clausura de monjas carmelitas descalzas que se encuentra en la ciudad española de Ávila, en la comunidad autónoma de Castilla y León. Se trata de la primera fundación conventual llevada a cabo por Santa Teresa de Jesús, quien contó con el apoyo de importantes personalidades, como el obispo Álvaro de Mendoza. Es Monumento Nacional desde 1968 y ha sido expresamente declarada en 1985  Patrimonio de la Humanidad, como elemento individual integrante del conjunto Ciudad vieja de Ávila e iglesias extramuros (ref. 348-010, con un ámbito protegido de  0.29 ha).
El edificio sirve de sede al Museo Teresiano de las Carmelitas Descalzas.

## Descripción e historia

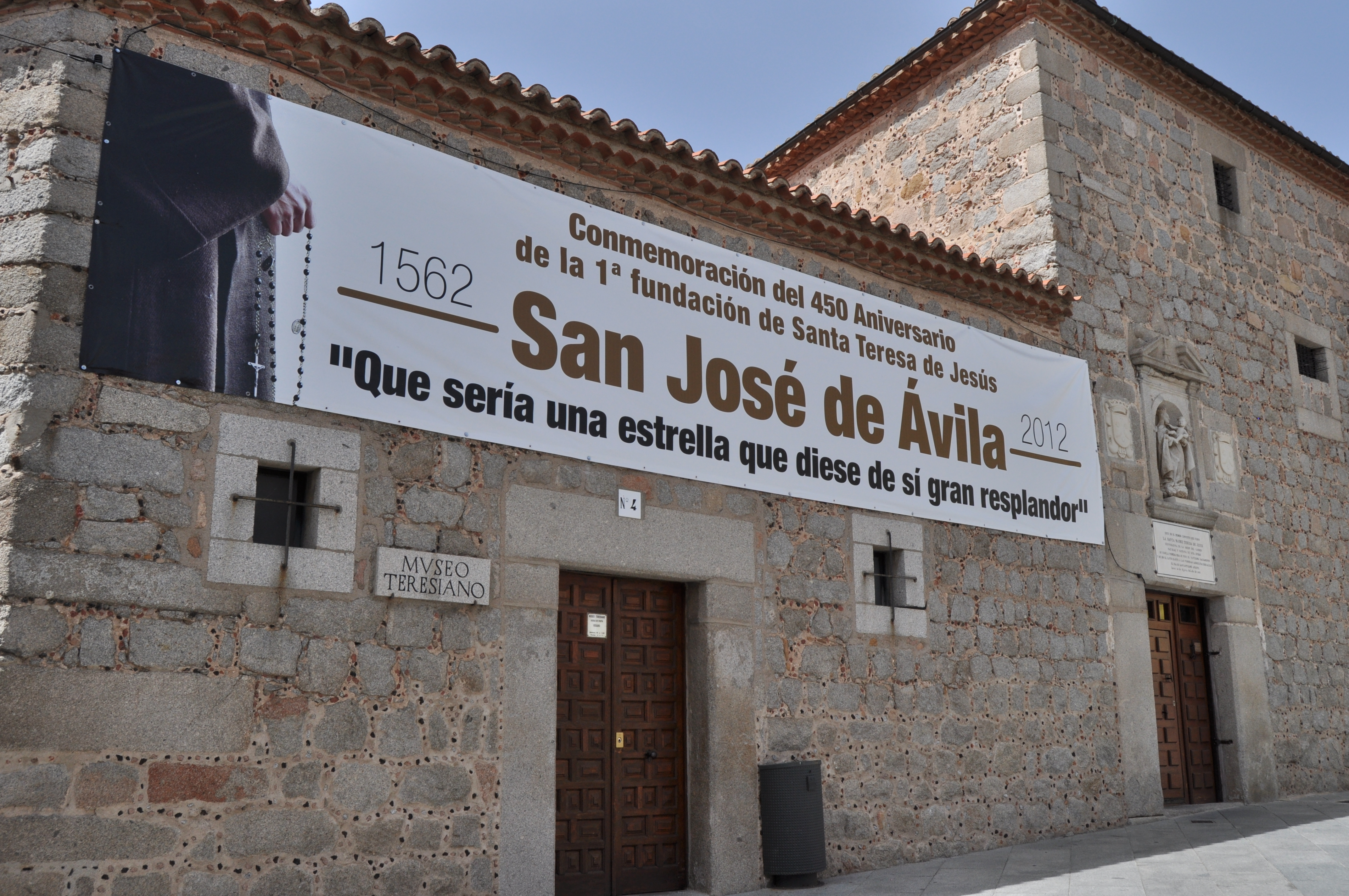
Acceso exterior

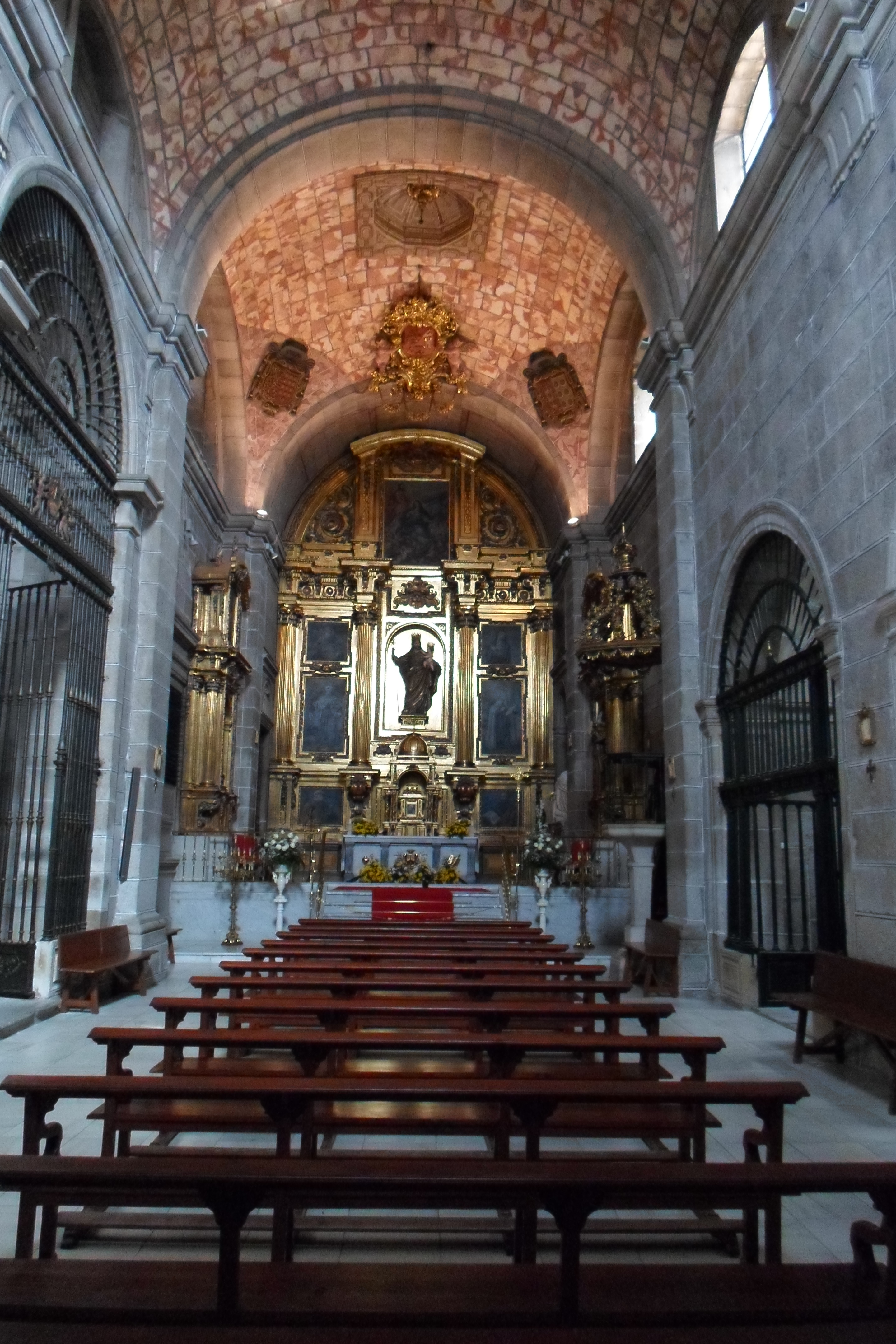
Interior del Convento de San José en Ávila, España.

Fue construido en el año 1562, si bien la iglesia, su elemento arquitectónico de mayor interés, comenzó a levantarse en 1607. Ésta fue diseñada por el arquitecto Francisco de Mora (1553-1610), quien concibió un templo de una única nave, cubierta con bóveda vaída y cúpula en el crucero. La fachada y plazoleta siguen el modelo carmelitano creado por el arquitecto fray Alberto de la Madre de Dios en San Hermengildo de Madrid.
Su fachada principal, configurada en dos planos partidos, con frontón en la parte superior y pórtico de tres arcos en la inferior, fue una de las más imitadas en las construcciones religiosas del siglo XVII y fue adoptada como modelo de la Orden de Nuestra Señora del Monte Carmelo. En su interior se encuentra la capilla de los Guillamas, donde se guardan los sepulcros orantes de esta familia.

## Museo Teresiano
El convento de San José posee un pequeño museo teresiano que alberga reliquias de la Santa tales como el féretro donde descansó Santa Teresa, el cojín que usó en su ordenación, su firma en un trozo de papel, partes de su sayal o su propia sangre en una prenda de vestir.

## Evento en Semana Santa
Desde el año 2005 en adelante, cada Martes Santo se presencia una imagen inédita en la puerta del Convento. La Hermandad de nazarenos de Jesús Redentor ante Caifás y Nuestra Señora de la Estrella de Ávila realiza la primera parada importante en su Estación de Penitencia. Gente de la Hermandad hace entrega de un ramo de flores de la Santísima Virgen de la Estrella que depositan en el torno del Convento. Existe una sana unión entre la Hermandad, perteneciente a la parroquia del Inmaculado Corazón de María, y la primera Fundación de Santa Teresa de Jesús.